# If You Were a Woman (And I Was a Man)
Singles de Bonnie Tyler
Loving You's a Dirty Job but Somebody's Gotta Do It
(1985) Band of Gold
(1986)
Clip vidéo
[vidéo] « If You Were a Woman (And I Was a Man) », sur YouTube
If You Were a Woman (And I Was a Man) est une chanson de la chanteuse britannique Bonnie Tyler parue sur son album Secret Dreams and Forbidden Fire. Elle est sortie en mai 1986 comme troisième single de l'album. La chanson est écrite par Desmond Child et produite par Jim Steinman. Desmond Child a depuis indiqué que la chanson avait été réécrite pour le groupe Bon Jovi sous le titre You Give Love a Bad Name  après avoir été mécontent du succès de If You Were a Woman (And I Was a Man).
La chanson atteint notamment la 6e place du Top 50 en France. La chanson a également atteint la 77e place du Billboard Hot 100 américain, et a depuis été le dernier single à succès de Tyler aux États-Unis.

## Liste de titres
| A. | If You Were a Woman (And I Was a Man) | 4:00 |
| B. | Under Suspicion                       | 4:20 |

| A.  | If You Were a Woman (And I Was a Man) (Extended Version) | 4:46 |
| B1. | Straight from the Heart                                  | 3:38 |
| B2. | Under Suspicion                                          | 4:20 |

## Classements et certifications
| Classements (1986)                   | Meilleure position |
| ------------------------------------ | ------------------ |
| Allemagne de l'Ouest (Media Control) | 36                 |
| Australie (Kent Music Report)        | 77                 |
| Canada (RPM Top Singles)             | 87                 |
| États-Unis (Hot 100)                 | 77                 |
| Europe (European Hot 100 Singles)    | 30                 |
| Finlande (Suomen virallinen lista)   | 11                 |
| France (SNEP)                        | 6                  |
| Nouvelle-Zélande (RMNZ)              | 20                 |
| Royaume-Uni (UK Singles Chart)       | 78                 |
| Suisse (Schweizer Hitparade)         | 16                 |

| Classements (1986)                | Position |
| --------------------------------- | -------- |
| Europe (European Hot 100 Singles) | 63       |
| France (SNEP)                     | 47       |

### Certifications
| Pays                                                             | Certification | Ventes   |
| ---------------------------------------------------------------- | ------------- | -------- |
| France (SNEP)                                                    | Argent        | 250 000* |
| *Ventes selon la certification xNon précisé par la certification |               |          |

## Reprises et adaptations
En 2020, Ava Max échantillonne la mélodie de la chanson dans son single Kings & Queens.